# 广寧府
广寧府，中国古代一個府。
金朝天辅七年（1123年）升显州为广宁府，府治在山东县（1189年改为广宁县，今辽宁省北镇市），辖境为今辽宁省辽河以西，阜新、彰武以南，医巫闾山以东。隶于北京路。元朝至元十五年（1278年）改为广宁府路，隶于辽阳等处行中书省。明朝洪武二十三年（1390年）改为广宁卫，九边之一的辽东镇在广宁卫。清朝康熙三年（1664年）曾复置广宁府，次年再次废除。
历任广宁府尹
- 刘公胄（1124年—？）
- 高桢（天会年间）
- 完颜晏（天会年间）
- 完颜海里（金熙宗时）
- 蒲察阿虎迭（皇统年间）
- 耶律固（金熙宗时）
- 大兴国（1149年—？）
- 完颜亨（？—1154年）
- 完颜宗贤（贞元年间）
- 完颜按答海（正隆年间）
- 僕散渾坦（1161年）
- 完颜文（1163年—？）
- 完颜阿琐（大定年间）
- 张汝弼（大定年间）
- 移剌子敬（大定年间）
- 乌古论粘没曷（大定年间）
- 乌古论元忠（1191年，知广宁府事）
- 蒲察通（1193年—？，知广宁府事）
- 张大节（金章宗初年，知广宁府事）
- 瑶里孛迭（1200年，知广宁府事）
- 温迪罕青狗（金宣宗时，知广宁府事）
- 牛德昌（年代不详）